# Esther Forero
Pour les articles homonymes, voir Forero.
Esther Forero Celis, plus connue sous le nom de Esthercita Forero, est une chanteuse et compositrice colombienne née à Barranquilla le 10 décembre 1919, et morte le 3 juin 2011 dans cette ville. Elle était également surnommée La Novia de Barranquilla (La petite amie de Barranquilla).